# Inicjatywa „Schulen: Partner der Zukunft”

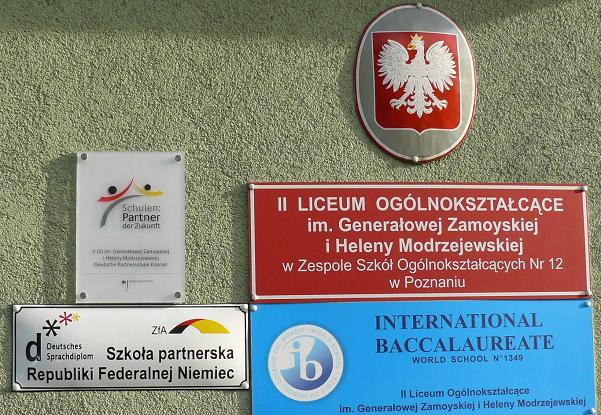
Logo inicjatywy na budynku II Liceum w Poznaniu

Inicjatywa „Schulen: Partner der Zukunft” (z niem.: „Szkoły: partner dla przyszłości”) – projekt edukacyjny, którego pomysłodawcą był od 2008 Frank-Walter Steinmeier – ówczesny federalny minister spraw zagranicznych Niemiec. Celem inicjatywy jest stworzenie globalnej sieci co najmniej tysiąca szkół partnerskich, w których podnoszona będzie jakość nauczania języka niemieckiego, a także rozbudzane zainteresowanie historią i współczesnością Niemiec. Koordynatorem programu jest niemieckie Ministerstwo Spraw Zagranicznych, Instytut Goethego i Niemiecka Centrala Wymiany Akademickiej.
Inicjatywa ma za zadanie podniesienie umiejętności uczniów oraz kwalifikacji zawodowych kadry pedagogicznej. Przygotowuje także do przyszłych ewentualnych studiów na niemieckich uczelniach.